# Premica
Prémica je poleg točke in ravnine eden osnovnih pojmov geometrije. Premica je v grobem rečeno (neskončno) tanek, (neskončno) dolg, raven geometrijski objekt. Na premici je razdalja med točkama najmanjša (v evklidski geometriji). Na obeh straneh omejen del premice imenujemo daljica, na eni strani omejen del premice pa poltrak.
Dve različni premici se sekata v največ eni točki, dve različni ravnini se sekata v največ eni premici. To spoznavno predstavo premice lahko določno oblikujemo na različne načine.
Če geometrijo razvijemo aksiomatsko (kot v Evklidovih Elementih in kasneje v Hilbertovem delu Osnove geometrije), potem premica sploh ni določena in je označena aksiomatsko s svojimi značilnostmi. »Vse, kar zadovoljuje aksiomom premice, je premica«. Medtem, ko je Evklid sicer določil premico kot »dolžino brez širine«, kasneje takšne predstave ni uporabljal.
V evklidskem prostoru {\displaystyle \mathbb {R} ^{n}} (in podobno v vseh drugih vektorskih prostorih) določimo premico L kot podmnožico oblike:
{\displaystyle L=\{\mathbf {a} +t\mathbf {b} \mid t\in \mathbb {R} \}\!\,,}
kjer sta a in b dana vektorja v {\displaystyle \mathbb {R} ^{n}}, pri čemer je b neničelen. Vektor b opisuje smer premice, a pa je točka na premici. Z različno izbiro a in b lahkpo pridelamo enako premico.
Pokazati se da, da v {\displaystyle \mathbb {R} ^{2}} vsako premico L opišemo z linearno enačbo oblike:
{\displaystyle L=\{(x,y)\mid ax+by=c\}\!\,}
z določenimi realnimi koeficienti a, b in c, kjer a in b nista oba hkrati enaka nič. Pomembna značilnost teh premic je njihova strmina. V ravninskem kartezičnem koordinatnem sistemu je premica graf linearne funkcije:
{\displaystyle y=kx+n\!\,,}
kjer je k smerni koeficient premice, n pa odsek na ordinatni osi.
Še bolj odmišljeno si predstavljamo realno premico kot prototip premice in privzamemo, da so točke na njej v enolični povezavi z realnimi števili. Pri tem lahko uporabimo tudi hiperrealna števila ali celo dolgo premico iz topologije.
»Premost« premice kot značilnost najmanjše razdalje med točkami lahko posplošimo in vodi do zamisli o geodetkah na odvedljivih mnogoterostih.